# Zorko Cvetković
Zorko Cvetković (Osijek, 24 settembre 1924 – Zagabria, 13 dicembre 2017) è stato un cestista jugoslavo.

## Carriera
Con la Jugoslavia ha disputato i Campionati europei del 1947.